# Vladimir Ivachov
Vladimir Sergueïevitch Ivachov (en russe : Влади́мир Серге́евич Ивашо́в), né le 28 août 1939 à Moscou et mort le 23 mars 1995 également à Moscou, est un acteur soviétique puis russe,.

## Biographie
Vladimir Ivachov naît à Moscou. Il fait ses études à l'Institut national de la cinématographie sous la direction de Mikhaïl Romm. Il est encore étudiant lorsque Grigori Tchoukhraï lui propose le premier rôle dans son drame de guerre La Ballade du soldat (1960) qui sera projeté au Festival de Cannes où il reçoit le prix de la meilleure participation pour la sélection soviétique. Il fait également partie de la sélection du Festival international du film de San Francisco où Vladimir Ivachov est présent avec Grigori Tchoukhraï et Janna Prokhorenko, l'autre vedette de La Ballade du soldat. Ce film apporte au jeune acteur la renommée internationale.
En 1962, Vladimir Ivachov est nommé pour le prix de l'Académie britannique des arts de la télévision et du cinéma.
Le Théâtre national d'acteur de cinéma auquel Ivachov reste fidèle pendant trente ans lui offre moins de perspectives de carrière, mais là aussi il livre quelques performances brillantes notamment lorsqu'il incarne Stavroguine dans Les Démons de Fiodor Dostoïevski et l'Auteur dans Ici, sur la terre bleue d'Alexandre Blok.
Après la dislocation de l'URSS, l'industrie cinématographique russe s'effondre et l'acteur jadis célèbre se retrouve sans travail. Pour survivre, il s'engage comme ouvrier sur les chantiers du bâtiment. Mort d'une insuffisance cardiaque probablement provoquée par un épuisement physique, Vladimir Ivachov est enterré au cimetière Vagankovo.

## Vie privée
Vladimir Ivachov est marié avec l'actrice Svetlana Svetlitchnaïa. Ensemble ils ont deux fils, Oleg et Alekseï.

## Hommages
L'astéroïde (12978) Ivashov de la ceinture principale découvert en 1978 est nommé en son honneur.

## Distinctions
- Artiste émérite de la RSFSR : 1969
- Artiste du peuple de la RSFSR : 1980

## Filmographie partielle
- 1959 : La Ballade du soldat (Баллада о солдате) de Grigori Tchoukhraï : Aliocha
- 1960 : Vingt mille lieues sur la terre (Леон Гаррос ищет друга) de Marcello Pagliero : Fedia, jeune ouvrier
- 1966 : Un héros de notre temps (Герой нашего времени) de Stanislav Rostotski : Petchorine
- 1967 : Le Torrent de Fer[8] ;
- 1968 : Les Nouvelles aventures des insaisissables (Новые приключения неуловимых) de Edmond Keossaian : adjudant Perov
- 1968: Un jour, le Nil (النيل والحياة, Al Nil Wal Hayah) de Youssef Chahine
- 1972 : La 359e section (А зори здесь тихие) de Stanislav Rostotski : l'invité de Lisa
- 1973 : Le Garçon perdu (Совсем пропащий) de Gueorgui Danielia : colonel Sherborne
- 1974 : Souviens-toi de ton nom (Zapamiętaj imię swoje)
- 1975 : Des diamants pour la dictature du prolétariat (Бриллианты для диктатуры пролетариата) de Grigori Kromanov : Isaïev
- 1975 : Quand arrive septembre (Когда наступает сентябрь) de Edmond Keossaian : Vladimir Kondrikov
- 1976 : Jarosław Dąbrowski (Ярослав Домбровский) de Bohdan Poręba : Andrij Potebnia
- 1979 : L'Enquête du pilote Pirx (Test pilota Pirxa) de Marek Piestrak : Harry Brown
- 1991 : La Comtesse Графиня, Grafinia) de Dmitri Chinkarenko : Nikiforov